# 吉原村 (香川県)
吉原村（よしわらむら）は、かつて香川県仲多度郡に存在した村である。

## 歴史
- 1890年2月15日 - 町村制施行に伴い、多度郡吉原村、碑殿村（ひどのむら）が合併し、吉原村が発足。
- 1899年4月1日 - 多度郡が那珂郡と合併し、仲多度郡となる。
- 1954年3月31日 - 善通寺町・与北村・筆岡村・竜川村と新設合併し、善通寺市となる。同日付で吉原村を廃止。

## 名所・旧跡
- 天霧城
- 人面石[2]

## 出身有名人
- 月照